# J. Duncan Waldron
J. Duncan Waldron es un astrónomo, fotógrafo y descubridor de asteroides.
Nació en Glasgow, Escocia. Su primer trabajo fue crear reproducciones de placas astronómicas de alta calidad para el Real Observatorio de Edimburgo. El 10 de octubre de 1986, descubrió el asteroide (3753) Cruithne, mientras trabajaba en el telescopio Schmidt del Reino Unido en el Observatorio de Siding Spring, y el 21 de noviembre de 1986, descubrió el asteroide (5577) Priestley. En 1995, trabajó por primera vez con el software Paint Shop Pro por motivos laborales de la exploración inicial de la fotografía digital por parte del Observatorio. Este software le inspiró a manipular fotografías con fines artísticos, creando patrones caleidoscópicos. En 1998, Duncan Waldron y su familia se mudaron a Nueva Gales del Sur, Australia.